# Joachim Walter (NS-Funktionär)
Joachim Walter (geb. am 28. August 1909 in Berlin; † nach 1939) war ein nationalsozialistischer Jugendführer.

## Lebensweg
Walter war zunächst Mitglied der im August 1919 gegründeten, rechtsextremen Jugendvereinigung „Die Geusen / Jungvölkischer Bund“ (auch: „Die Geusen. Bund der jungen Nation“). Er  leitete ab Ende 1929  die Berliner Sektion des Nationalsozialistischen Schülerbundes (NSS), der bis Mai 1933 in die Hitlerjugend überführt wurde. Bereits am 1. März 1931 trat er der NSDAP bei (Mitgliedsnummer 479.501). Am 15. Februar 1931, nach dem Abgang von Robert Gadewoltz, wurde Joachim Walter HJ-Gauführer von Berlin und blieb es bis zum 15. November 1931, als er in die Reichsjugendleitung nach München abberufen wurde; sein Nachfolger als Berliner HJ-Führer wurde Elmar Wanning. Walter war Herausgeber der Berliner HJ-Zeitung „Der Junge Sturmtrupp“, deren Schriftleiter Gotthart Ammerlahn war.
Als Ende Februar 1931 die brandenburgischen Ortsgruppen der Hitlerjugend zu einem selbständigen HJ-Gau Brandenburg zusammengefasst wurden, übernahm ab März 1931 zunächst Joachim Walter dessen Führung; zu Pfingsten 1931 wurde dann Gunter Stegemann, der Bruder des ostmärkischen HJ-Gauführers Hartmunt Stegemann, sein Nachfolger.
Joachim Walter war 1931/32 Reichsbildungsleiter der Hitlerjugend und von Dezember 1931 (oder von Januar 1932) bis Januar 1933 Leiter des NS-Jugendverlages (zusammen mit Horst Knöpke)
Nach der Strasser-Krise von Dezember 1932, im Zuge einer „Säuberungsaktion“ gegen HJ-Führer, die unter dem Verdacht standen, dem „linken“, sozialrevolutionären Flügel der NSDAP um Gregor Strasser nahezustehen, wurde Joachim Walter 1933 aus der Hitlerjugend ausgeschlossen. Im selben Jahr verließ Joachim Walter auch die NSDAP.
Gleichwohl war Joachim Walter im Jahr 1935 Führer einer Reichsbetriebsgemeinschaft in der Deutschen Arbeitsfront (DAF). Im Jahr 1939 trat er wieder in die NSDAP ein.
Sein weiterer Lebensweg ist unbekannt.